# انكو يانسن
انكو يانسن (بالهولندية: Anco Jansen)‏ (9 مارس 1989 بزفوله في هولندا - ) هو لاعب كرة قدم هولندي في مركز الهجوم. لعب مع بولو سبور وبي إي سي زفوله ودي غرافشاب ورودا ياي سي ونادي غرونينغن ونادي كامبور ونادي فيندام.

## روابط خارجية
- انكو يانسن على موقع اتحاد تركيا (لاعب) (الإنجليزية)
- انكو يانسن على موقع قاعدة بيانات كرة القدم.إي يو (الإنجليزية)
- انكو يانسن على موقع Soccerway.com (الإنجليزية)
- انكو يانسن على موقع عالم كرة القدم.نت (الإنجليزية)